# Rohdea
Rohdea es un género con tres especies de plantas con flores perteneciente a la familia de las asparagáceas, anteriormente en Ruscaceae.

## Taxonomía
El género fue descrito por Albrecht Wilhelm Roth   y publicado en Novae Plantarum Species 196. 1821.

## Especies
- Rohdea eucomoides (Baker) N.Tanaka
- Rohdea japonica (Thunb.) Roth
- Rohdea tonkinensis (Baill.)